# Ру, Роберт де
Роберт де Ру (фр. Robert de Roux; 5 ноября 1899, Макон, Сона и Луара — 28 августа 1942, Аджалтун, Ливан) — французский военачальник.

## Биография
В 1917 году добровольцем вступил в 55-й пехотный полк французской армии. Участник Первой мировой войны. В августе 1918 г. в битве на Сомме был ранен. После окончания войны в 1919 году служил в составе французской военной миссии в Польше.
В 1921 году окончил Национальную школу унтер-офицеров и вступил во французские колониальные войска. В 1922—1925 годах служил в Индокитае, в 1925—1928 года — в Марокко, Алжире и Дагомее, затем снова в Марокко (1929—1932). Позже преподавал тактику в Национальной школе унтер-офицеров.
В сентябре 1934 г. получил назначение военным комендантом во Французское Того.
На момент начала Второй мировой войны, был командиром военного подразделения Буара (Убанги-Шари). Глубоко потрясенный падением Франции, в июле 1940 года организовал мирных жителей и солдат Буара и примкнул к патриотическому движению французов за национальную независимость Франции. Связался с генералом Шарлем де Голлем, влился в Свободные французские силы (иногда называемые «Французские силы освобождения»).
23 апреля 1941 г., командуя 2-м батальоном, высадился в Суэце и прошёл подготовку в Палестине. В июне-июле 1941 г. принял участие в Сирийско-ливанской операции — «Экспортёр». Получил звание подполковника и был назначен командующим военными подразделениями на территории Северной Сирии.
В октябре 1941 года стал командиром 2-й колониальной полубригады. Участвовал в боях в Ливии (Тобрук), в феврале 1942 года, в составе 1-й бригады Французских сил освобождения, сражался в битве при Бир-Хакейме против немецко-итальянской армии под командованием генерал-лейтенанта Эрвина Роммеля.
Сопротивляясь в течение 16 дней имевшим колоссальное превосходство в численности силам Оси, проявил героизм, организовал эвакуацию и отступление оставшихся в живых французов своего подразделения в Эль-Аламейн .
Столкнувшись с нападением немцев, он организовал эвакуацию и отступление пешком из своего подразделения в Эль-Аламейн.
Погиб 28 августа 1942 г. при перелёте из Каира в Бейрут для получения Ордена Освобождения из рук генерала де Голля. Его самолет, оказавшийся в чрезвычайно густом тумане, потерпел крушение в районе дер. Ааджельтун в Ливане.

## Награды
- Орден Почётного легиона
- Орден Освобождения (Франция)
- Военный крест 1914—1918 годов
- Военный крест иностранных театров военных действий
- Медаль Победы 1914—1918
- Медаль «В память о войне 1914—1918»